# Hauptstraße 7 (Karlstadt)

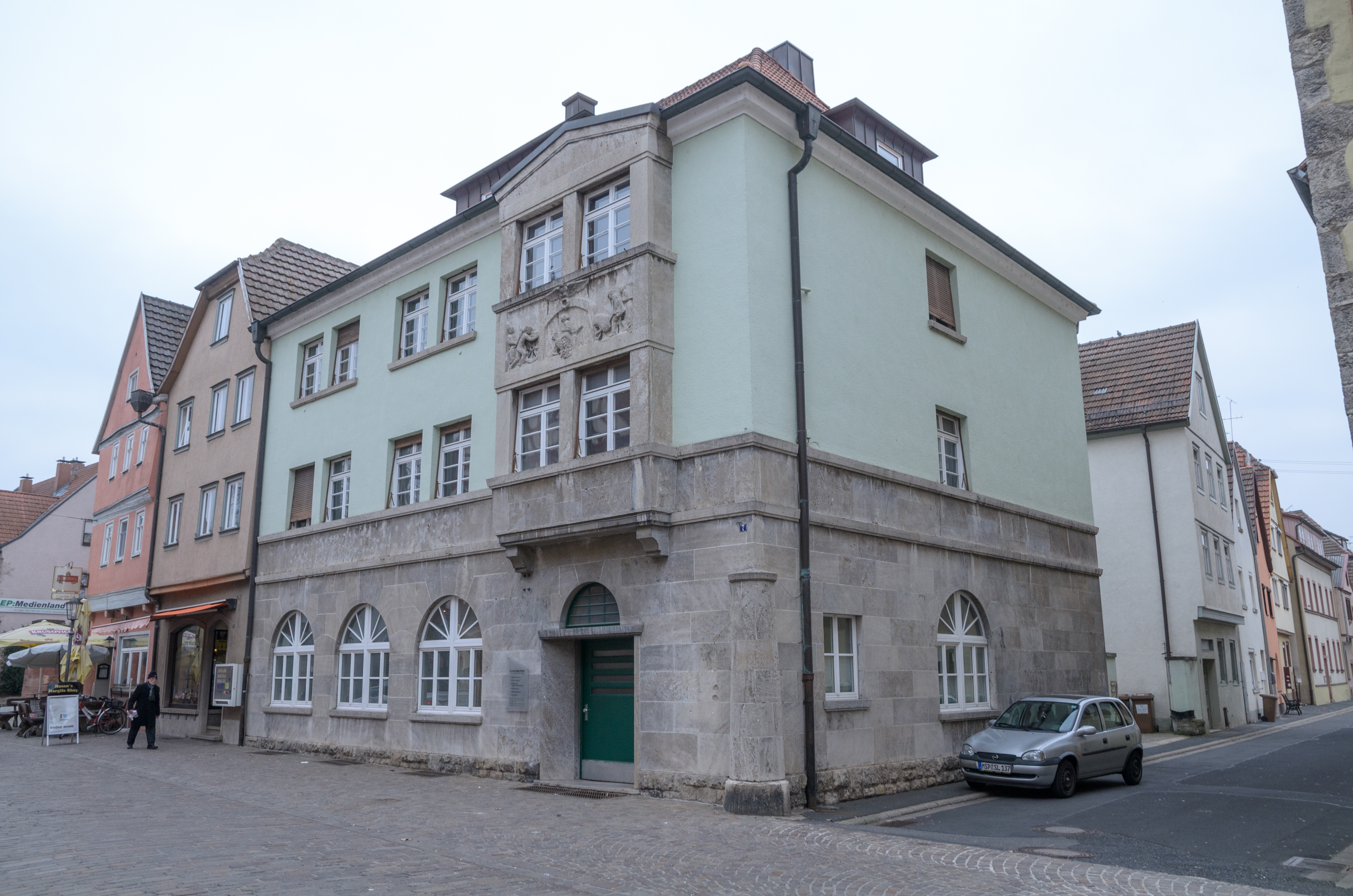
Gebäude Hauptstraße 7 in Karlstadt

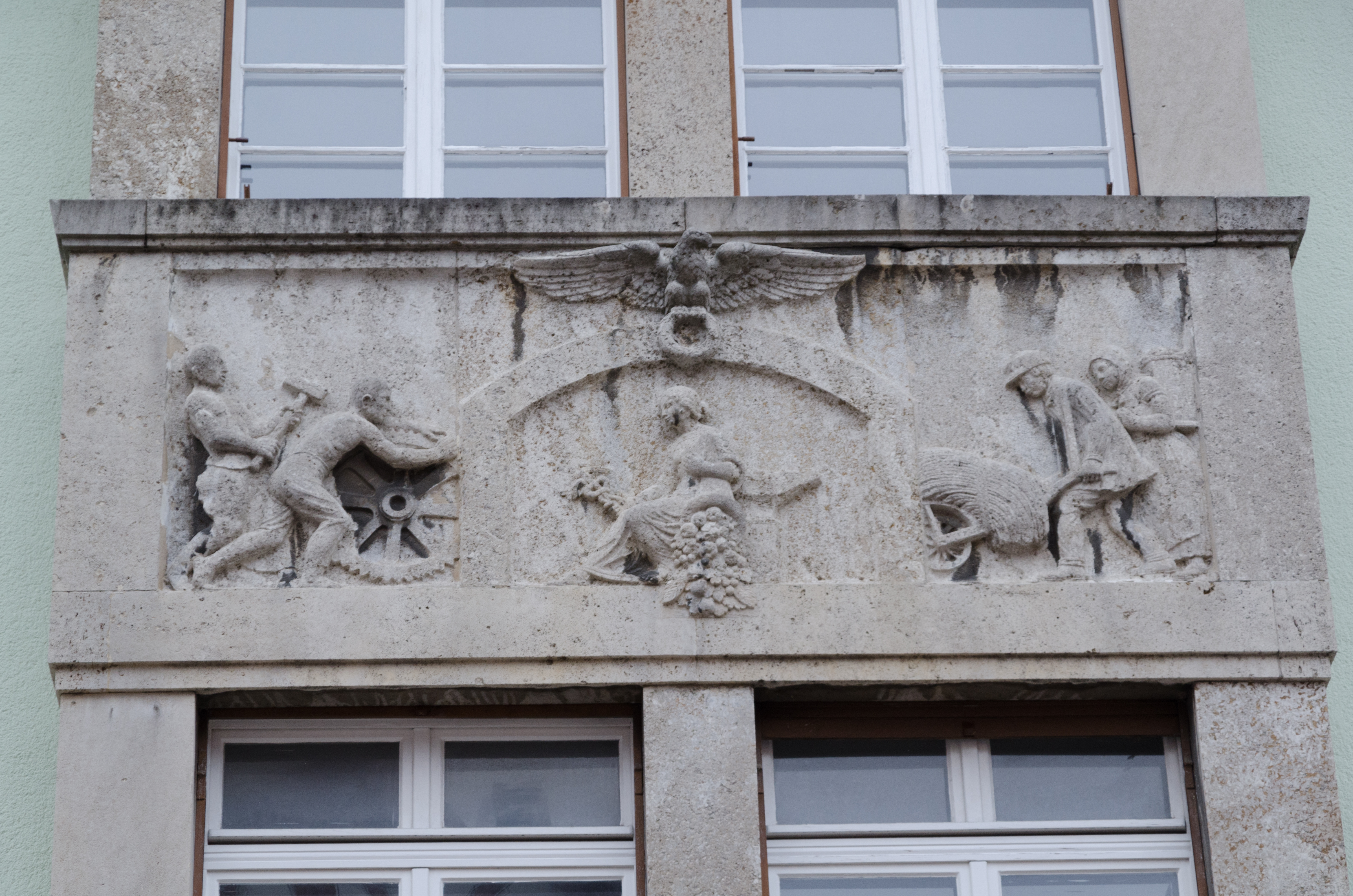
Relief an der Fassade

Das Haus Hauptstraße 7 in Karlstadt, der Kreisstadt des unterfränkischen Landkreises Main-Spessart (Bayern), wurde 1934 errichtet. Das Gebäude an der Einmündung zur Brunnengasse ist ein geschütztes Baudenkmal.

## Beschreibung
Das Gebäude wurde für die ehemalige Bezirkssparkasse Karlstadt (heute: Sparkasse Mainfranken Würzburg) nach Plänen des Kreisbaumeisters Hussinger errichtet. Der dreigeschossige Walmdachbau besteht im Erdgeschoss aus Haustein. Der Erker, ebenfalls aus Haustein, verläuft über zwei Stockwerke. Er wird von einem Relief geschmückt, das die Arbeit des Handwerks (links) und des Bauern (rechts) darstellt. Im Erdgeschoss lassen die großen Rundbogenfenster die ehemalige Schalterhalle erkennen. 